# سندرم هیپوتریکوزیس–لنف‌ادما–تلانژکتازی
سندرم هیپوتریکوزیس–لنف‌ادما–تلانژکتازی (به انگلیسی: Hypotrichosis–lymphedema–telangiectasia syndrome) یک سندرم مادرزادی است که با لنف‌ادم (تورم بافت به دلیل ناهنجاری یا عملکرد نادرست لنفاوی)، وجود تلانژکتازی (رگ‌های گشاد شده کوچک در نزدیکی سطح پوست) و هیپوتریکوز یا آلوپسی (ریزش مو) مشخص می‌شود. لنف‌ادم معمولاً در دوران بلوغ در اندام تحتانی ایجاد می‌شود. وجود مو در بدو تولد طبیعی است، اما معمولاً در دوران نوزادی از دست می‌رود. تلانژکتازی ممکن است در کف دست و پا بیشتر از پوست سر، پاها و اندام تناسلی ظاهر شود. این سندرم در ارتباط با الگوهای توارث اتوزومال غالب و اتوزومال مغلوب گزارش شده‌است.
این بیماری با جهش نادر ژن فاکتور رونویسی SOX18 همراه است.